# Giuseppe Farina
Emilio Giuseppe „Nino” Farina (ur. 30 października 1906 w Turynie, zm. 30 czerwca 1966 w Aiguebelle) – włoski kierowca wyścigowy, pierwszy w historii mistrz świata Formuły 1.
Farina przeszedł do historii Formuły 1 jako zwycięzca inauguracyjnego sezonu mistrzostw świata w 1950 roku.
Jest bratankiem Battisty Pininfarina.

## Życiorys
Farina swój pierwszy samochód dostał w wieku 9 lat, był to mały 2-cylindrowy Temperino.
Pierwsze zwycięstwo w Grand Prix odniósł w 1950 roku. Dalsze dwa pierwsze miejsca w pozostałych sześciu wyścigach sezonu przyniosły mu tytuł mistrzowski. Ostatni raz wygrał w 1953 roku. Farina rozpoczął sezon 1954 od drugiego miejsca w GP Argenytny, ale podczas wyścigu Mille Miglia złamał rękę. Potem doznał poparzeń w trakcie wyścigu samochodów sportowych na Monza. Musiał zrobić sobie wolne. Powrócił na tor dopiero w 1955 roku, jednak nie na długo. Nie był w stanie znieść bólu podczas jazdy i dlatego musiał zażywać morfinę. Wreszcie zdecydował się odejść z Formuły 1 w połowie sezonu. W 1966 r. jadąc swym prywatnym Fordem Cortina-Lotus na wyścig o GP Francji wpadł w poślizg i uderzył w słup telegraficzny. Farina, który wychodził cało z najbardziej nieprawdopodobnych sytuacji na wyścigowych torach, zginął w wypadku samochodowym w drodze na Grand Prix Francji.

## Wyniki

### Podsumowanie startów w Formule 1
| Legenda oznaczeń w tabelach wyników Wyświetl szablon na nowej stronie | Legenda oznaczeń w tabelach wyników Wyświetl szablon na nowej stronie                                                                     |
| Oznaczenie                                                            | Wyjaśnienie |
| --------------------------------------------------------------------- | --- |
| Złoty                                                                 | Zwycięzca lub mistrzostwo |
| Srebrny                                                               | 2. miejsce lub wicemistrzostwo |
| Brązowy                                                               | 3. miejsce lub II wicemistrzostwo |
| Zielony                                                               | Ukończył, punktował (w klasyfikacji generalnej, gdy zdobył co najmniej jeden punkt na przestrzeni sezonu, poza trzema powyższymi opcjami) |
| Niebieski                                                             | Ukończył, nie punktował (w klasyfikacji generalnej, gdy nie zdobył co najmniej jednego punktu na przestrzeni sezonu)                      |
| Czerwony                                                              | Nie zakwalifikował się (NZ) |
| Czerwony                                                              | Nie prekwalifikował się (NPK) |
| Różowy                                                                | Nie ukończył (NU) |
| Różowy                                                                | Niesklasyfikowany (NS) (w klasyfikacji generalnej, gdy nie został sklasyfikowany w żadnym wyścigu sezonu)                                 |
| Czarny                                                                | Zdyskwalifikowany (DK) |
| Czarny                                                                | Wykluczony (WYK/EX) |
| Biały                                                                 | Nie wystartował (NW) |
| Biały                                                                 | Kontuzjowany (K/INJ) |
| Biały                                                                 | Wyścig odwołany (OD/C) |
| Bez koloru                                                            | Został wycofany (WYC/WD) |
| Bez koloru                                                            | Nie przybył (NP/DNA) |
| Bez koloru                                                            | Nie brał udziału w treningach (NT/DNP) |
| Bez koloru                                                            | Nie został zgłoszony (–) |
| Pogrubienie                                                           | Start z pole position |
| Kursywa                                                               | Najszybsze okrążenie wyścigu |
| †                                                                     | Nie ukończył, ale jego rezultat został zaliczony ze względu na przejechanie więcej niż 90% dystansu wyścigu.                              |
| *                                                                     | Sezon w trakcie |
| 1/2/3                                                                 | Punktowana pozycja w sprincie kwalifikacyjnym                                                                                             |
| Lista systemów punktacji Formuły 1                                    | |

| Rok  | Zespół           | Samochód                           | Wyniki w poszczególnych eliminacjach | Wyniki w poszczególnych eliminacjach | Wyniki w poszczególnych eliminacjach | Wyniki w poszczególnych eliminacjach | Wyniki w poszczególnych eliminacjach | Wyniki w poszczególnych eliminacjach | Wyniki w poszczególnych eliminacjach | Wyniki w poszczególnych eliminacjach | Wyniki w poszczególnych eliminacjach | Pkt.    | Msc. |
| ---- | ---------------- | ---------------------------------- | ------------------------------------ | ------------------------------------ | ------------------------------------ | ------------------------------------ | ------------------------------------ | ------------------------------------ | ------------------------------------ | ------------------------------------ | ------------------------------------ | ------- | ---- |
| 1950 | Alfa Romeo       | Alfa Romeo 158 Alfa Romeo 159      | GBR                                  | MCO                                  | USA                                  | SUI                                  | BEL                                  | FRA                                  | ITA                                  |                                      |                                      | 30      | 1    |
| 1950 | Alfa Romeo       | Alfa Romeo 158 Alfa Romeo 159      | 1                                    | NU                                   | –                                    | 1                                    | 4                                    | 7                                    | 1                                    |                                      |                                      | 30      | 1    |
| 1951 | Alfa Romeo       | Alfa Romeo 159                     | SUI                                  | USA                                  | BEL                                  | FRA                                  | GBR                                  | DEU                                  | ITA                                  | ESP                                  |                                      | 19 (22) | 4    |
| 1951 | Alfa Romeo       | Alfa Romeo 159                     | 3                                    | –                                    | 1                                    | 5                                    | NU                                   | NU                                   | 3                                    | 3                                    |                                      | 19 (22) | 4    |
| 1952 | Scuderia Ferrari | Ferrari 500                        | SUI                                  | USA                                  | BEL                                  | FRA                                  | GBR                                  | DEU                                  | NED                                  | ITA                                  |                                      | 24 (27) | 2    |
| 1952 | Scuderia Ferrari | Ferrari 500                        | NU                                   | –                                    | 2                                    | 2                                    | 6                                    | 2                                    | 2                                    | 4                                    |                                      | 24 (27) | 2    |
| 1953 | Scuderia Ferrari | Ferrari 500                        | ARG                                  | USA                                  | NED                                  | BEL                                  | FRA                                  | GBR                                  | DEU                                  | SUI                                  | ITA                                  | 26 (32) | 3    |
| 1953 | Scuderia Ferrari | Ferrari 500                        | NU                                   | –                                    | 2                                    | NU                                   | 5                                    | 3                                    | 1                                    | 2                                    | 2                                    | 26 (32) | 3    |
| 1954 | Scuderia Ferrari | Ferrari 625 Ferrari 553 F1         | ARG                                  | USA                                  | BEL                                  | FRA                                  | GBR                                  | DEU                                  | SUI                                  | ITA                                  | ESP                                  | 6       | 8    |
| 1954 | Scuderia Ferrari | Ferrari 625 Ferrari 553 F1         | 2                                    | –                                    | NU                                   | –                                    | –                                    | –                                    | –                                    | –                                    | NP                                   | 6       | 8    |
| 1955 | Scuderia Ferrari | Ferrari 625 Ferrari 555 Lancia D50 | ARG                                  | MCO                                  | USA                                  | BEL                                  | NED                                  | GBR                                  | ITA                                  |                                      |                                      | 10⅓     | 5    |
| 1955 | Scuderia Ferrari | Ferrari 625 Ferrari 555 Lancia D50 | 2+3                                  | 4                                    | –                                    | 3                                    | –                                    | –                                    | NW                                   |                                      |                                      | 10⅓     | 5    |
| 1956 | Bardahl-Ferrari  | Kurtis Kraft 500D                  | ARG                                  | MCO                                  | USA                                  | BEL                                  | FRA                                  | GBR                                  | DEU                                  | ITA                                  |                                      | 0       | NS   |
| 1956 | Bardahl-Ferrari  | Kurtis Kraft 500D                  | –                                    | –                                    | NZ                                   | –                                    | –                                    | –                                    | –                                    | –                                    |                                      | 0       | NS   |

Uwagi
1. ↑  Do 1990 roku nie wszystkie wyścigi były liczone do klasyfikacji generalnej (zobacz Lista systemów punktacji Formuły 1). Numer w nawiasach to łączna liczba wszystkich zdobytych punktów.
2. ↑  Bolid współdzielony z Felice Bonetto. Obaj kierowcy otrzymali połowę punktów za ten wyścig.
3. ↑  Bolid współdzielony z José Froilán Gonzálezem i Maurice Trintignantem (2. miejsce) oraz Maurice Trintignantem i Umberto Magliolim (3. miejsce). Kierowcy otrzymali jedną trzecią punktów za każdą z zajętych pozycji.